# Thompson’s Station
Thompson’s Station – miasto w Stanach Zjednoczonych, w stanie Tennessee, w hrabstwie Williamson.